# ائتمان

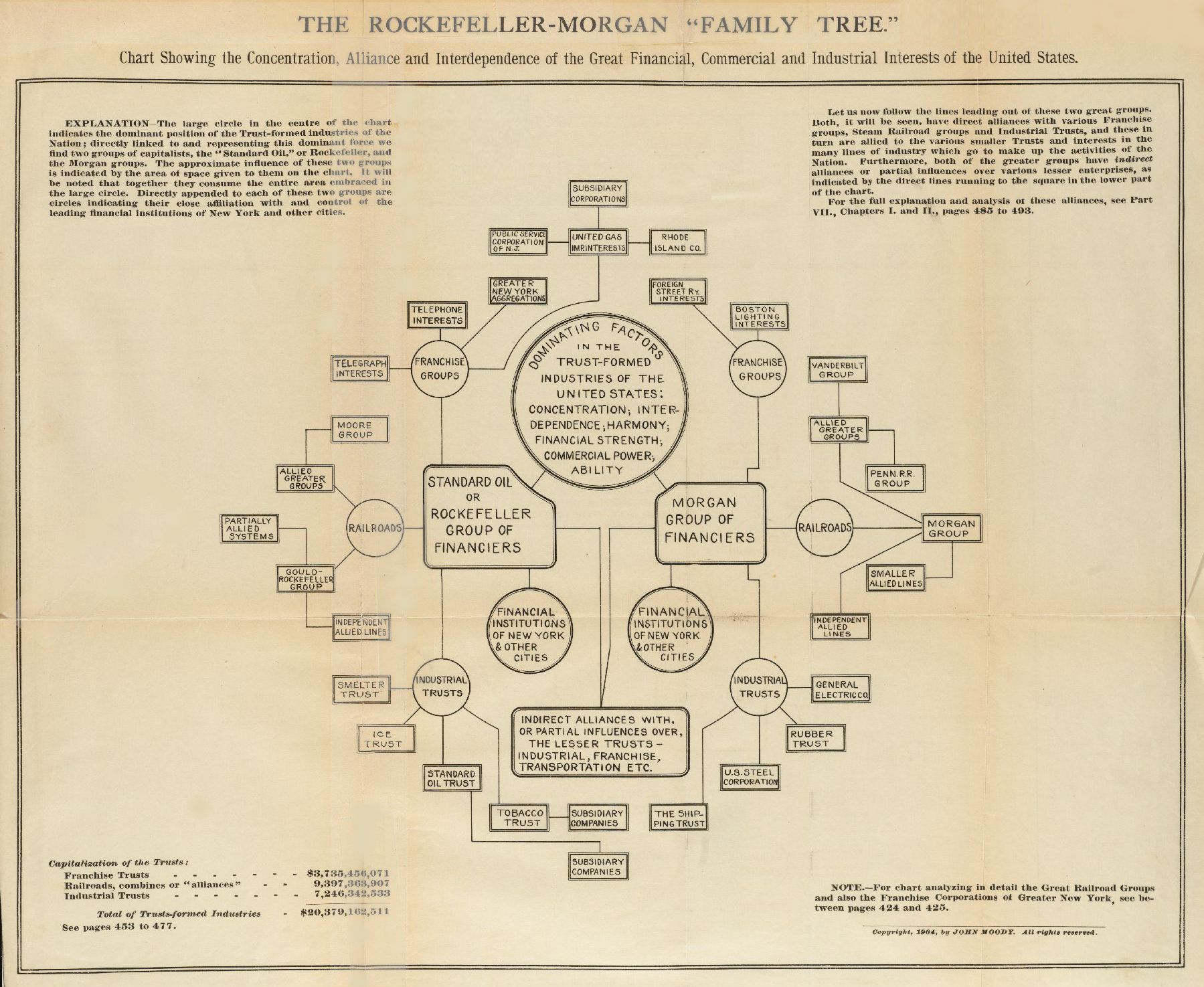

الائتمان أو الترست (بالإنجليزية: Trust)‏ هو اشتراك عدة مشاريع اقتصادية تفقد كل منها استقلاليتها تحت إدارة واحدة، ويقصد بالائتمان أيضًا، أي مشروع تجاري أو صناعي بلغ من القوة درجة يمكنه معها أن يستأثر بالسوق سواء كانت تلك القوة بسبب اندماج عدة مشاريع أو لأن المشروع يستفيد من مزايا الإنتاج الكبير، ويفترق الائتمان عن الكارتل في إن هذا الأخير هو عبارة عن مجرد اتفاق ولا يعتبر مشروعاً، كما ان الاعضاء فيه يحتفظون بملكية المشروع ولا يتنازلون الا عن جزء من حريتهم، في حين يعتبر الائتمان مشروعاً مهما كان الشكل الذي يأخذه، وكذلك يفقد كل مشروع مندمج حريته تماماً.
وأول ما أنشأ الائتمان كان في الولايات المتحدة في عام 1880م، والكلمة Trust مأخوذة من القانون الإنكليزي، وهي نظام يدير بموجبه شخص أملاك شخص آخر ويضع يدهُ عليها.